# Dietmar Riemann
Dietmar Riemann (* 1950 in Hainichen) ist ein deutscher Fotograf und Autor.

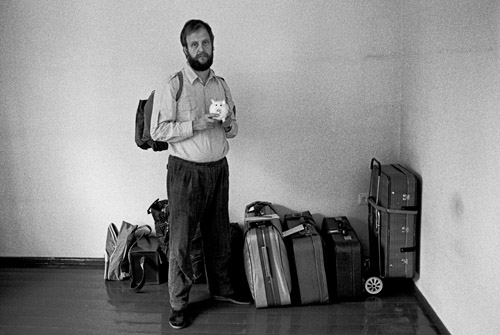
Dietmar Riemann in seinem Ost-Berliner Haus mit Handgepäck zum Grenzübertritt am Tag seiner Ausbürgerung aus der DDR am 28. September 1989, porträtiert von seiner Frau

## Leben

### In der DDR

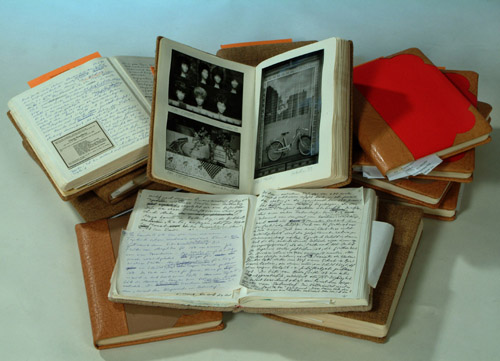
Abbildung der Original-Ausreise-Tagebücher, die sich heute in der Dauerausstellung „Alltag in der DDR“ im Haus der Geschichte der Bundesrepublik in der Berliner Kulturbrauerei befinden.

Dietmar Riemann wuchs im Haus und Atelier des Fotografen Karl Spieß in Hartha (Mittelsachsen) auf und rettete 1986 einen Teil des Werkes von Karl Spieß vor der Vernichtung. 2017 veröffentlichte Riemann mit Unterstützung aus Kanada einen Bild-Text-Band über Karl Spieß.
Riemann absolvierte eine Fotografenlehre und war Schüler des Leisniger Malers und Grafikers Karl Wagler (1887–1975), der in der DDR kulturpolitisch ausgegrenzt wurde. Nach seiner Lehre war er Werksfotograf im Kraftwerk Boxberg. Dort weigerte er sich, als Stasi-Informant tätig zu werden. Später wurde er Architekturfotograf bei der Deutschen Bauakademie in Berlin.
Von 1976 bis 1981 absolvierte er ein Fotografiestudium an der Hochschule für Grafik und Buchkunst (HGB) in Leipzig bei Horst Thorau (1930–1989). Seine Diplomarbeit war ein Bildband über geistig Behinderte (mit dem Text von Franz Fühmann). Die Bilder wurden später mit einem Ausstellungsverbot belegt, obwohl sie, nach Widerständen, als gedrucktes Buch erschienen. Der Bildband Was für eine Insel in was für einem Meer gilt als bedeutendes Fotobuch der DDR.
Riemann war freischaffend tätig und vor allem an sozialdokumentarischer Fotografie interessiert. Er war Mitglied im Verband Bildender Künstler der DDR. Im Jahr 1986 stellte er aus politischen Gründen einen Antrag auf Entlassung aus der Staatsbürgerschaft der DDR. Seine Ausreise wurde 1989 genehmigt. Er verlor aufgrund der Ausreise sein gesamtes Vermögen. In dieser Zeit schrieb und fotografierte er heimlich ein Tagebuch, welches er versteckte und nach der Wiedervereinigung Deutschlands unter dem Titel Laufzettel veröffentlichte. Für dieses Dokument fotografierte er mit der extrem kleinen Kamera Olympus XA neben der Berliner Mauer und sozialistischen Parolen vor allem Schaufenster.

### Nach der Wende
Mit der Jahrtausendwende setzte sich der Fotograf noch einmal intensiv mit gesellschaftlichen Zuständen in Deutschland auseinander. Es entstand die Ausstellungsmappe Mein Jahr 2000 – 366 Tage / 366 Bilder, welche die nationale Sammlung Deutsches Tagebucharchiv aufbewahrt.
Riemann war 2019 als Interview-Partner, Tagebuch- und Bildautor beteiligt an dem ZDF-Film Countdown zum Mauerfall. Im August selben Jahres wurde zu einer Gesprächsrunde beim Bundespräsidenten ins Berliner Schloss Bellevue eingeladen.
2022 wurde sein gesamter künstlerischer Nachlass in Bochum von der Stiftung Situation Kunst (für Max Imdahl) übernommen.
Der Berliner Beauftragte zur Aufarbeitung der SED-Diktatur erklärt 2024 in seinem Podcast unter dem Titel Entschädigt? den Ausreise- und Entschädigungsvorgang zu Riemann.
2024 beteiligt sich Riemann an dem arte. TV-Film Fotoshooting DDR - Bilder zwischen Propaganda und Alltag. Ebenfalls 2024 arbeitet er mit an dem WDR 3 Kulturfeature Unverstellte Blicke - Freie Fotografie in der DDR.

## Bücher und Buchbeiträge (Auswahl)
Bei folgenden Büchern ist Dietmar Riemann der Autor oder von ihm stammen Fotografien und Textbeiträge, bzw. es geht um das Werk von ihm:

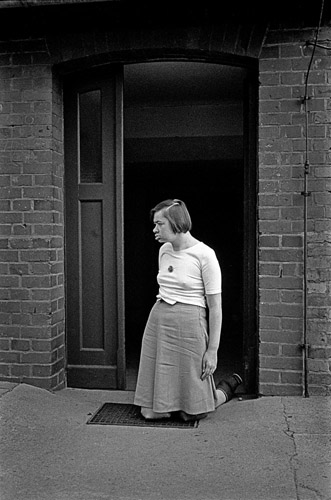
Fotografie von Dietmar Riemann der im Bildband „Was für eine Insel…“ von Franz Fühmann ausführlich beschriebenen, im Buch aber nicht abgebildeten MONIKA.

- Willy Kurth: Ernst Barlach. Henschelverlag Kunst und Gesellschaft, Berlin 1985, ISBN 3-362-00400-8.
- Dietmar Riemann, Franz Fühmann: Was für eine Insel in was für einem Meer. Leben mit geistig Behinderten. Hinstorff, Rostock 1985, ISBN 3-356-00189-2.
- Dietmar Riemann, Jürgen Rennert: Der Gute Ort in Weissensee. Bilder vom Jüdischen Friedhof und eine Sammlung jüdischer Stimmen zu Vergehen und Werden, Bleiben und Sein. Evangelische Verlagsanstalt, Berlin 1987, ISBN 3-374-00126-2.
- Peter Betthausen u. a.: Die Museumsinsel zu Berlin. Farbaufnahmen von Dietmar und Marga Riemann. Henschelverlag Kunst und Gesellschaft, Berlin 1987, ISBN 3-362-00275-7.[11]
- Udo Christoffel (Hrsg.): Kunst und Künstler. Kommunale Galerie und Museum. Nicolai, Berlin 1989, ISBN 3-87584-290-1.
- Dietmar Riemann: Spaziergänge um Mosbach. Edition Braus, Heidelberg 1996, ISBN 3-89466-171-2.
- Dietmar Riemann: Laufzettel. Tagebuch einer Ausreise. Vandenhoeck & Ruprecht, Göttingen 2005, ISBN 3-525-35800-8.
- Georg Mein, Franziska Schößler (Hrsg.): Tauschprozesse. Kulturwissenschaftliche Verhandlungen des Ökonomischen. transcript-Verlag, Bielefeld 2005, ISBN 978-3-89942-283-2.
- Carol Poore: Disability in Twentieth-Century German Culture. University of Michigan Press, Ann Arbor 2007, ISBN 978-0-472-11595-2.
- Helmut Gold (Hrsg.): Absolut? privat! Vom Tagebuch zum weblog. Museumsstiftung Post und Telekommunikation, Heidelberg 2008, ISBN 978-3-89904-310-5.
- Dietmar Riemann: Ich wollte nicht mehr mitmachen. Geschichte einer Verweigerung. In: Roman Grafe (Hrsg.): Die Schuld der Mitläufer. Anpassen oder Widerstehen in der DDR. Pantheon, München 2009, ISBN 978-3-570-55106-6, S. 91–100.
- Marc-Dietrich Ohse (Red.): 50 Jahre Mauerbau. Bertelsmann, Bielefeld 2011 (= Deutschland-Archiv, Jg. 44, Sonderheft).
- Thomas Wiegand, Manfred Heiting (Hrsg.): Deutschland im Fotobuch. 287 Fotobücher zum Thema Deutschland aus der Zeit von 1915 bis 2009. Steidl, Göttingen 2011, ISBN 978-3-86930-249-2.
- Uwe Kolbe: Vinetas Archive. Annäherungen an Gründe. Wallstein, Göttingen 2011, ISBN 978-3-8353-0882-4.
- Dietmar Riemann: Schöne Grüße aus der DDR. Fotografien 1975–1989. Mitteldeutscher Verlag, Halle 2012, ISBN 978-3-89812-943-5.
- Angela Kiefer-Hofmann: Die Jacke des Herrn A. Erzählungen aus den Samariteranstalten. Wichern-Verlag, Berlin 2012, ISBN 978-3-88981-347-3.
- Ursula Röper: Die Kunst der Nächstenliebe. Fotografien aus der Diakonie in der DDR. Lukas-Verlag, Berlin 2013, ISBN 978-3-86732-048-1.
- Dietmar Riemann: Die Geschichte eines Bildbandes mit Franz Fühmann, in Palmbaum. Heft 58, Bucha bei Jena 2014, ISSN 0943-545X.
- Dietmar Riemann: Posthumer Besuch bei Franz Fühmann in Märkisch Buchholz, in die Horen. Ausgabe 256, Göttingen 2014, ISBN 978-3-8353-1456-6.
- Peter Braun u. Martin Straub (Hrsg.): Ins Innere. Annäherungen an Franz Fühmann. Mit 4 Textbeiträgen u. 49 Fotografien von Dietmar Riemann. Wallstein Verlag, Göttingen 2016, ISBN 978-3-8353-1971-4.
- Dietmar Riemann (Hrsg. und Textautor): Karl Spieß – Ein sächsischer Lichtbildner und seine Fotografien, 1891–1945. dt./engl., Mitteldeutscher Verlag, Halle 2017, ISBN 978-3-95462-904-6.
- Dietmar Riemann: 'Koffer, Kisten, Listen', mehrseitige Tagebuchauszüge und Fotografien im ZEIT-Geschichte Magazin 'Die Grenze', Hamburg 2019.
- Elizabeth C. Hamilton: What Kind of Island in what Kind of Sea, übersetzte und kommentierte Neuauflage des Bildbandes Was für eine Insel in was für einem Meer – Leben mit geistig Behinderten von Franz Fühmann und Dietmar Riemann, Lever Press, Amherst. MA, 2021, ISBN (S) 978-1-64315-027-7 (paper), 978-1-64315-28-4 (open access)
- Eva Wruck (Hrsg.): Dietmar Riemann - Fotografiker, Kerber Verlag, Bielefeld, 2023, ISBN 978-3-7356-0889-5.
- Eva Wruck (Hrsg.): Die Stadt ist anderswo - Revision eines Traums, gutenberg beuys, Langenhagen, 2023, ISBN 978-3-941778-18-4.
- Dagmar Herzog: Eugenische Phantasmen - eine deutsche Geschichte, Suhrkamp, Berlin 2024, ISBN 978-3-518-58814-7

## Einzelausstellungen (Auswahl)
- 1979 Galerie Mitte, Berlin, Porträtfotografien
- 1981 Kulturbundgalerie Die Kaufhalle, Der Gute Ort in Weißensee
- 1982 Nikolaikirche, Potsdam, Was für eine Insel in was für einem Meer – Leben mit Geistig Behinderten
- 1984 Galerie der Burg Beeskow, Beeskow, Was für eine Insel …
- 1984 Volkshochschule, Goslar, Der Gute Ort …
- 1984 Berliner Dom, Berlin, Was für eine Insel … (14 000 Besucher)
- 1985 Steinhaushalle, Burg, Was für eine Insel …
- 1986 Galerie des Kulturhauses An der Weißenseer Spitze, Berlin, Was für eine Insel …, nach kurzer Zeit Zwangsabbau der Ausstellung aus politischen Gründen und Schließung des Kulturhauses
- 1986 Galerie im Raschplatzpavillon, Hannover, Was für eine Insel …
- 1987 Berliner Dom, Berlin, Der Gute Ort…
- 1987 Berliner Friedrichstadtkirche (sog. Französischer Dom), Berlin, Warten – Frauen aus dem St. Elisabeth-Stift
- 1990 Caritas Fotogalerie, Konstanz, Der Gute Ort…
- 1998 Dreikönigskirche, Dresden, Den Tod bedenken – Die Fülle des Lebens erfahren
- 2006 Kunst- und Kulturzentrum Brotfabrik, Berlin, Rückblende – Fotografien aus der DDR 1979–1989
- 2007 Galerie St. Afra (Sächsisches Hochbegabtengymnasium), Meißen, DDR – Bilder einer verschwundenen Republik
- 2008 Kulturfabrik, Fürstenwalde/Spree, Geistig behinderte Menschen im Gespräch mit Franz Fühmann über den Baseler Totentanz von HAP Grieshaber
- 2009 Kultur-Forum, Bodelshausen, DDR – Bilder …
- 2010 Goethe-Institut, Syrien Damaskus und Aleppo, DDR – Bilder … Die Ausstellung wandert danach nach Erbil in den Irak und nach Amman in Jordanien.
- 2013 Gedenkstätte Stiftung Topografie des Terrors, Berlin, Behütet! Begrenzt! Bevormundet! – Erinnerungen an die Wirkung eines Buches
- 2013 Villa Rosenthal, Jena, Wortwelten/Bilderwelten – Franz Fühmann/Dietmar Riemann
- 2014 Museum in der Runden Ecke, Leipzig, Posthumer Besuch bei Franz Fühmann in Märkisch Buchholz 1984
- 2014 Sächsisches Psychiatriemuseum, Leipzig, Bilder aus dem Buch Was für eine Insel in was für einem Meer...
- 2014 Zinzendorfhaus, Evangelische Akademie von Thüringen, Neudietendorf, Bilder einer verschwundenen Republik
- 2015 Galerie STATION des Kasseler Fotoforums, Kassel, Angebot und Nachfrage (farbige Schaufensterbilder aus der DDR)
- 2023 Situation Kunst Innere Angelegenheiten, Fotografien 1975–1989 (für Max Imdahl) In Bochum
- 2023 Kunsthalle Rostock Innere Angelegenheiten, Fotografien 1975–1989
- 2023 Kunsthaus Wiesbaden Innere Angelegenheiten, Fotografien 1975–1989
- 2024 Willy-Brandt-Haus Berlin Innere Angelegenheiten, Fotografien 1975–1989
- 2024 Stiftung Demokratie Saarland, Saarbrücken Innere Angelegenheiten, Fotografien 1975–1989

## Ausstellungsbeteiligungen (Auswahl)
- 2008–2010 Wanderausstellung der deutschen Kommunikationsmuseen, Absolut privat!? Vom Tagebuch zum Weblog, Frankfurt / Main, Nürnberg, Berlin
- seit 2013 Dauerausstellung, Alltag in der DDR, Stiftung Haus der Geschichte der Bundesrepublik Deutschland, Berlin, Kulturbrauerei
- 2024 Die Stadt ist anderswo - Revision eines Traums, Stiftung Situation Kunst (für Max Imdahl), Bochum
- 2025 "21x21 Die Ruhr-Kunst-Museen auf dem Hügel", Villa Hügel, Essen

## Sammlungen
- Sammlung der Zeichnungen des Kupferstichkabinetts der Nationalgalerie Berlin
- Deutsches Tagebuch-Archiv (DTA) Emmendingen
- Stiftung Haus der Geschichte der Bundesrepublik Deutschland, Kulturbrauerei Berlin
- A/E-Galerie (Dr. Angelika Euchner), Potsdam
- Sammlung Prof. Rolf Lindner, Berlin
- Sammlung Manfred Heiting, Amsterdam, Houston (MFAH)
- Stiftung/Sammlung Situation Kunst (für Max Imdahl), Bochum
- Sammlung Amin El Dib, Schweiz